# Starkeyna starkeyae
Starkeyna starkeyae is een slakkensoort uit de familie van de Skeneopsidae. De wetenschappelijke naam van de soort is voor het eerst geldig gepubliceerd in 1899 door Hedley.